# Opvs Contra Natvram
Opvs Contra Natvram è il dodicesimo album in studio del gruppo musicale metal estremo polacco Behemoth, pubblicato il 16 settembre 2022.

## Accoglienza
Dopo la pubblicazione, Opvs Contra Natvram ha ricevuto il plauso universale della critica musicale come i suoi predecessori, The Satanist e I Loved You at Your Darkest. Wall of Sound ha assegnato un voto 9/10 con la motivazione "quel che si può dire senza ombra di dubbio è che Opvs Contra Natvram è decisamente tra le migliori uscite musicali dell'anno".

## Tracce
Testi e musiche di Nergal.
1. Post-God Nirvana – 3:11 (testo: Nergal,Tomasz Wroblewski)
2. Malaria Vvlgata – 2:18
3. The Deathless Sun – 4:43
4. Ov my Herculean Exile – 4:44 (testo: Nergal, Tomasz Wroblewski)
5. Neo-Spartacvs – 4:18
6. Disinheritance – 4:23
7. Off to War! – 4:48
8. Once Upon a Pale Horse – 4:17
9. Thy Becoming Eternal – 4:09 (testo: Nergal, Tomasz Wroblewski)
10. Versvs Christvs – 6:32

Tracce aggiuntive nell'edizione de luxe (CD2):
1. A Forest – 5:48 (testo: Robert Smith – musica: Simon Gallup, Matthieu Hartley, Robert Smith)
2. A Forest (Live) – 5:56 (testo: Robert Smith – musica: Simon Gallup, Matthieu Hartley, Robert Smith)
3. Shadows ov Ea Cast Upon Golgotha – 4:16
4. Evoe – 3:12

## Formazione
- Nergal – voce, chitarra
- Tomasz "Orion" Wróblewski – basso
- Zbigniew Robert "Inferno" Promiński - batteria
- Seth - chitarra ritmica